# شمارش معکوس (فیلم ۲۰۱۱)
شمارش معکوس (به انگلیسی: Countdown) فیلمی در ژانر درام و جنایی است که در سال ۲۰۱۱ منتشر شد. از بازیگران آن می‌توان به جیون دو-یون اشاره کرد.